# Venera 13
Venera 13 (en russe : Венера-13) est une sonde spatiale soviétique destinée à l'étude de Vénus, faisant partie du programme Venera. Elle se composait d'un orbiteur et d'un atterrisseur. Elle était identique à Venera 14, toutes deux étaient conçues pour tirer parti de la fenêtre de tir de 1981 vers Vénus. Elles ont été lancées à cinq jours d'intervalle, Venera 13 le 30 octobre 1981 à 06:04:00 UTC et Venera 14 le 4 novembre 1981 à 05:31:00 UTC, chacune avait une masse à vide de 760 kg. Venera 13 transmet depuis le sol pendant 127 minutes et réalise deux premières : des photographies en couleur et une analyse d'échantillon du sol.

## Conception
Chaque mission se composait d'une plateforme, un orbiteur, et d'un module de descente amarré. Ce dernier, un atterrisseur, était un réservoir pressurisé hermétiquement fermé, contenant la majorité de l'instrumentation et d'électronique, monté sur une plate-forme d'atterrissage en forme d'anneau et surmonté d'une antenne. La conception était semblable aux atterrisseurs précédents, de Venera 9 à 12. L'atterrisseur embarquait des instruments pour prendre des mesures chimiques et isotopiques, surveiller le spectre de la lumière solaire diffusée, et enregistrer des décharges électriques (foudre) lors de sa phase de descente dans l'atmosphère vénusienne et utilisait un système de caméra, un spectromètre de fluorescence X, une perceuse à vis et échantillonneur de surface, un pénétromètre dynamique, et un sismomètre pour effectuer des recherches sur la surface.
L'atterrisseur était équipé des expériences et des instruments suivants :
- accéléromètre, analyse de l'impact - Bison-M ;
- thermomètres, baromètres - ITD ;
- spectromètre/photomètre directionnel - IOAV-2 ;
- photomètre ultraviolet ;
- spectromètre de masse - MKh-6411 ;
- pénétromètre/ohmmètre (résistance électrique du sol) - PrOP-V ;
- indicateur chimique d'oxydoréduction - Kontrast ;
- 2 caméras couleur téléphotomètre - TFZL-077 ;
- chromatographe en phase gazeuse - Sigma-2 ;
- radio/sismomètre - Groza-2 ;
- néphélomètre - MNV-78-2 ;
- hydromètre - VM-3R ;
- spectromètre de fluorescence X (aérosol) - BDRA-1V ;
- spectromètre de fluorescence X (sol) - Arakhis-2 ;
- dispositif de forage du sol - GZU VB-02 ;
- oscillateur stabilisé/Radio Doppler ;
- des petites batteries solaires - MSB.

## L'atterrisseur
Après le lancement et un voyage de quatre mois vers Vénus, le véhicule de descente s'est séparé de la plateforme et a plongé dans l'atmosphère de Vénus le 1er mars 1982. Après être entré dans l'atmosphère, un parachute a été déployé. À une altitude d'environ 50 km, le parachute a été largué et un simple aérofreinage a été utilisé jusqu'à la surface.
Venera 13 a atterri à 7,5° S, 303° E, à environ 950 km au nord-est de Venera 14, juste à l'est de l'extension est d'une région élevée connue sous le nom de Phoebe Regio.
L'atterrisseur était équipé de caméras pour prendre des photos du sol et des bras à ressorts, utilisés pour mesurer la compressibilité du sol. Les objectifs des caméras, en quartz, étaient protégés par des capuchons qui se sont détachés après la descente,.
La zone était composée d'affleurements rocheux entourés de sol à grain fin, noir. Après l'atterrissage, un panorama d'imagerie a été démarré et un bras de forage mécanique a atteint la surface et obtenu un échantillon d'un centimètre cube prélevé à 30 mm de profondeur, qui a été déposé dans une chambre hermétiquement fermée, maintenue à 30 °C et à une pression d'environ 0,05 atmosphère (5 kPa). La composition de l'échantillon a été déterminée par le spectromètre de fluorescence X. Avec 45% de silice, 4% de potassium et 7% d'oxyde de calcium, il est similaire aux basaltes alcalins des fonds océaniques, et a été classé dans la catégorie de gabbros alcalins mélanocrates faiblement différenciés.
L'atterrisseur a survécu pendant 127 minutes (la durée de vie prévue était de 32 minutes) dans un environnement caractérisé par une température de 457 °C et une pression de 89 atmosphères (9,0 MPa). Le véhicule de descente a transmis des données à l'orbiteur, qui a servi de relais de données depuis l'orbite autour de Vénus.

## Une preuve de vie photographique suggérée
Leonid Ksanfomaliti de l'Institut de recherche spatiale de l'Académie des sciences de Russie (un contributeur à la mission Venera), dans un article paru dans la revue Solar System Research, a émis l'hypothèse de signes de vie visibles sur les images de Venera. Selon Ksanfomaliti, certains objets ressemblent à un « disque », un « rabat noir » et un « scorpion », qui « apparaissent, bougent et disparaissent », se référant à leur emplacement changeant sur les différentes photos et les traces au sol,.
Son hypothèse a été largement critiquée à partir de diverses sources, car la température de la surface de Vénus est plus élevée que celle de l'eau bouillante,,.
Les formes de disques ont été définitivement identifiées : ce sont des pièces de la sonde, à savoir les caches des objectifs qui ont été éjectés par un ressort et ont atterri un peu plus loin. Les autres formes étaient floues dans l'objectif.